# Haile Mariam Dessalegn
Haile Mariam Dessalegn (Ge'ez: ኃይለማሪያም ደሣለኝ), né le 19 juillet 1965 à Boloso Sore, est un homme d'État éthiopien, Premier ministre de 2012 à 2018.

## Biographie
Haile Mariam Dessalegn est membre de la coalition Front démocratique révolutionnaire du peuple éthiopien (FDRPE) depuis 1991.
Le 30 janvier 2013, Haile Mariam Dessalegn devient président de l'Union africaine (UA).
Il est l'un des 112 membres du Conseil de la Fédération éthiopien et l'un des 54 conseillers de l'État des nations, nationalités et peuples du sud et représente le peuple Wolayta. Vice-Premier ministre à partir du 1er septembre 2010, il devient Premier ministre par intérim à la mort de Meles Zenawi, le 20 août 2012 avant d'être officiellement investi dans ses fonctions le 21 septembre.
En novembre 2016, il se déclare en faveur du plan de leadership panafricain déployé par le Maroc.
Le 15 février 2018, il présente sa démission. Le 2 avril 2018, Abiy Ahmed lui succède.
Le 8 février 2025, Haile Mariam Dessalegn est nommé « facilitateur pour la paix en république démocratique du Congo » pendant le sommet extraordinaire des chefs d'État de la Communauté d'Afrique de l'Est (EAC) et de la Communauté de développement d'Afrique australe (SADC).